# Kostel Nanebevzetí Panny Marie (Bruntál)
Kostel Nanebevzetí Panny Marie (dříve Kostel Svatého Václava) je trojlodní stavba s gotickými základy sahajícími do druhé poloviny 13. století. Nachází se severně od hlavního bruntálského náměstí na Žižkově náměstí. Ve 20. století prošel rekonstrukcí a nyní je chráněn jako kulturní památka. Je farním kostelem římskokatolické farnosti Bruntál.

## Historie
Základy kostela, podobně jako město samotné, pochází z 13. století. První písemná zmínka o kostele pochází z roku 1295, kdy jsou uděleny návštěvníkům čtyřicetidenní odpustky od patnácti italských biskupů a arcibiskupů.

### První fáze
V první fázi výstavby byl postaven gotický kamenný presbytář datující se pravděpodobně do druhé poloviny 13. století. Presbytář byl zaklenut dvojicí křížových kleneb a paprsčitou klenbou v závěru.

### Druhá fáze
V druhé fázi došlo k dostavbě trojlodí, které ovšem proporčně trojlodí neodpovídalo. Takovémuto trojlodí odpovídalo rozmístění tří portálů, které se dodnes zachovaly. Součástí mělo být i západní dvouvěžové průčelí. Druhou etapu dostavby lze pravděpodobně datovat do poloviny 14. století.

### Třetí fáze
K nejzásadnějším změnám vzhledu kostela pak došlo v posledním čtvrtletí 16. století, kdy byl kostel renesančně upraven. Byly strženy klenby dvou západních polí presbytáře, zvýšeny zdi hlavní lodi a vystavěna horní část jižní věže. Trojlodí bylo osazeno stávající cihlovou klenbou. Průčelí trojlodí bylo upraveno novým cihlovým schodovitým štítem pokrytým spolu s věží renesančním Sgrafitovým psaníčkem. Roku 1585 byla k presbytáři přistavěna stará rodinná kaple pánů z Vrbna na žádost Hynka staršího z Vrbna.

### Rekatolizace, barokizace
Po třicetileté válce došlo v rámci rekatolizace k několika změnám. Kostel byl konfiskován pánům z Vrbna a následně byl prodán řádu německých rytířů, kteří nechali postavit oltář nový zasvěcený jejich patronce Panně Marii. Mezi lety 1729 až 1731 byly vystavěny dvě barokní kaple. Na epištolní straně Kaple sv. Kříže, na protilehlé straně kaple zasvěcena Panně Marii.
Město Bruntál dvakrát vyhořelo a to v letech 1749 a 1764. Vyhořelo nejen město samotné, ale i veškeré písemnosti a doklady k historii města i kostela. Z tohoto důvodu je velmi těžké doložit přesné datace jednotlivých událostí. Po požárech došlo k barokizaci objektu a to především interiéru. Původní obraz hlavního oltáře – „Nanebevzetí Panny Marie“ shořel a tak tehdejší velmistr daroval farnímu kostelu obraz pro hlavní oltář „Snětí Krista z kříže“ od Oswalda Ongherse. Barokní věž je až na svůj ochoz původní, ten dostal v roce 1782 dnešní podobu.

### Novodobá historie
V polovině 19. století byla uspořádána sbírka na nový hlavní oltář. Roku 1855 byl pak ten starý alabastrový přesunut do kaple sv. Kříže a nahrazen novým.
Kostel prošel na konci 20. století rekonstrukcí a dnes je zařazen na seznam kulturních památek.

## Architektura
Dispozice kostela se skládá z presbytáře, který je rozdělen do dvou téměř čtvercových polí a pětibokého závěru. Na presbytář navazuje pseudobazilikální trojlodí. K západnímu poli se z obou stran připojují barokní kaple – sv. Kříže a Panny Marie. Součástí je také sakristie (původně pohřební kaple pánů z Vrbna) a dnešní depositář, který plnil funkci sakristie dříve.

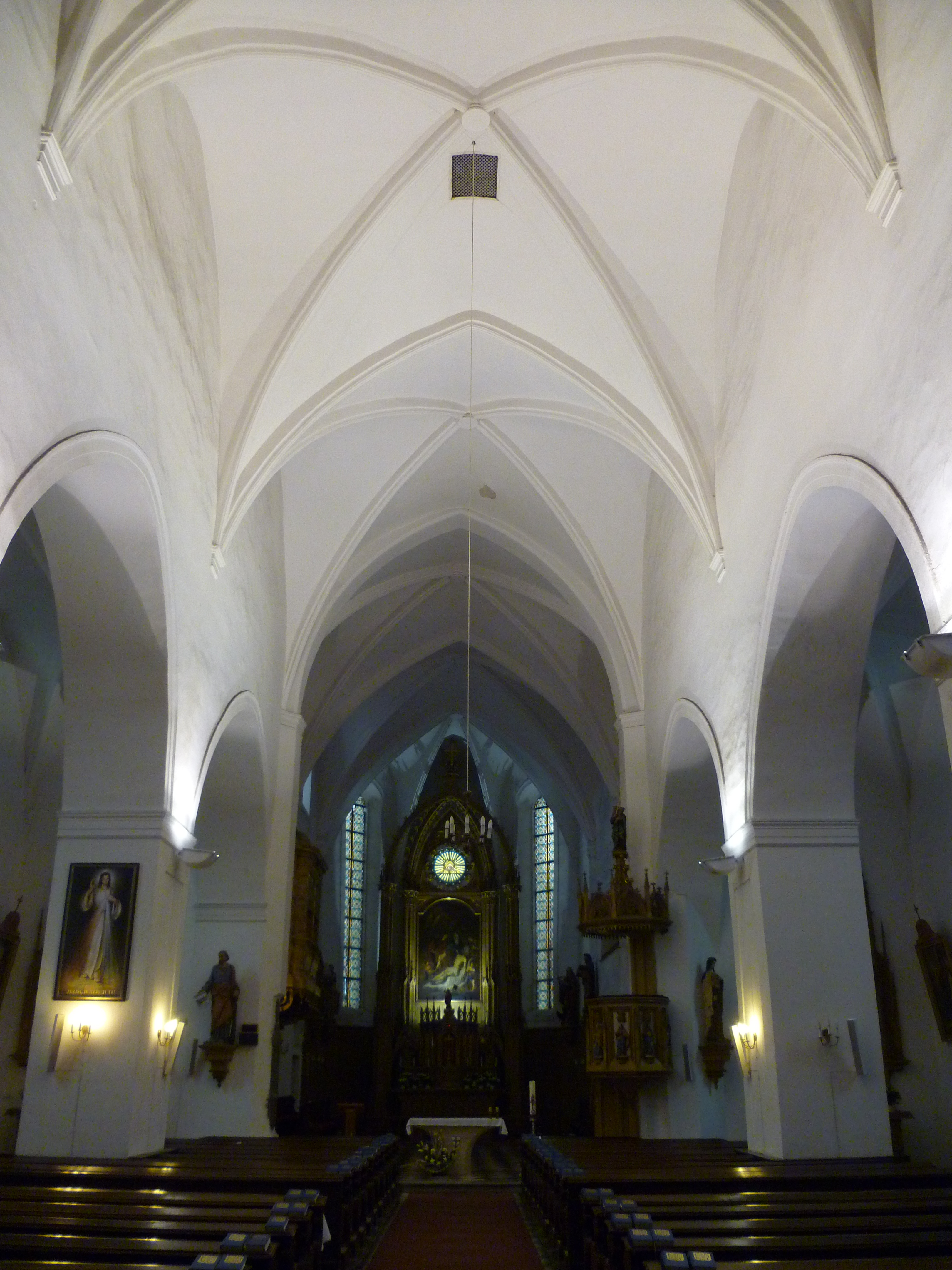
Pohled na hlavní loď a oltář kostela.

### Interiér

#### Presbytář
Presbytář je zděný z lomového kamene, byl osvětlen devíti štíhlými okny s lomeným záklenkem. Gotickou podobu mají dnes jen dvě okna skrytá v půdních přístavcích kaple a oratoře.
Původní okna byla ostře lomená, vyplněná pruty kružeb, zakončená otevřenými trojlístky. Presbytář byl zaklenut dvěma poli žebrových křížových kleneb a paprsčitou šestidílnou klenbou závěru, která je vyšší než obě pole žebrové klenby. Klenební štuková žebra s profilem zploštělé hrušky byla původně nesena válcovými příporami. Dvě západní hlavice jsou nezdobené, oddělené od dříků přípor prstenci. Zbývající hlavice zdobí rostlinný dekor – vinná réva, javor a překrývající se listy pelyňku. Kamenná žebra vyšší paprsčité klenby v závěru jsou štíhlejší a na počátku 20. století byla stažena železnými svorkami. Při úpravách v 16. století byly dříky z větší části osekány a hlavice doplněny římsovými konzolami s renesanční profilací. Z části zůstaly v původní podobě dvě západní hlavice a tři z hlavic v závěrečném polygonu. Ve vrcholech kleneb jsou kruhové svorníky.

#### Oltář
Původní oltář byl po dobrovolné sbírce občanů v roce 1855 nahrazen novým oltářem, který navazuje na historii kostela. Je udělán v novogotickém stylu. Oltář byl vytvořen tak, že ve středu se nachází díra přesně v místě, kde se za ním na stěně vyskytuje kulaté okno. Dohromady tato kompozice vytváří zajímavý světelný efekt.

#### Trojlodí
Střední loď trojlodí na západě je užší než presbytář a tak se osa trojlodí nekryje s osou presbytáře. Boční lodě jsou ze severu a z jihu osvětleny šesti širokými, tupě lomenými, okny. Do středních polí obou postranních lodí pak vedou kamenné lomené portály.
Trojlodí je děleno kamennými hranolovými pilíři nesoucí půlkruhové mezilodní arkády. Křížové klenby hlavní lodi mají štuková žebra a vyrůstají z římsových konzol. Nízké boční lodě mají tři pole křížové klenby a stejná žebra jako v hlavní lodi. Severní boční loď je na západě spojená s čtvercovým polem nedokončené severní věže, která měla symetricky doplňovat věž jižní.
První patro věže je osvětleno z jižní strany štěrbinovým oknem. Stejná okna jsou ve druhém patře na jižní i západní straně. Původní třetí patro má v severní zdi průchod na půdu hlavní lodi.
Klenby hlavní lodi jsou cihlové stejně jako renesanční štít na západě přizděný ke kamenné věži.

### Exteriér
Kostel má tři vstupní portály. Profil ostění severního portálu tvoří průběžný hruškový prut provázaný s oblounem a hranatým páskem. Ostění většího jižního portálu je členěno trojicí hruškových prutů, mezi kterými jsou vloženy oblouny. Třetí portál v ose západního průčelí vede do hlavní lodi. Profil jeho ostění je složen ze čtyř hruškových prutů provázaných po stranách dvěma oblouny. Jedná se však jen o věrně kopírující napodobeninu původního portálu z přelomu 19. a 20. století.
Renesanční štít je zdobený psaníčkovým sgrafitem a je přizděný ke kamenné věži. Ta má polygonální zakončení s římsou a cibulovou bání.

## Galerie

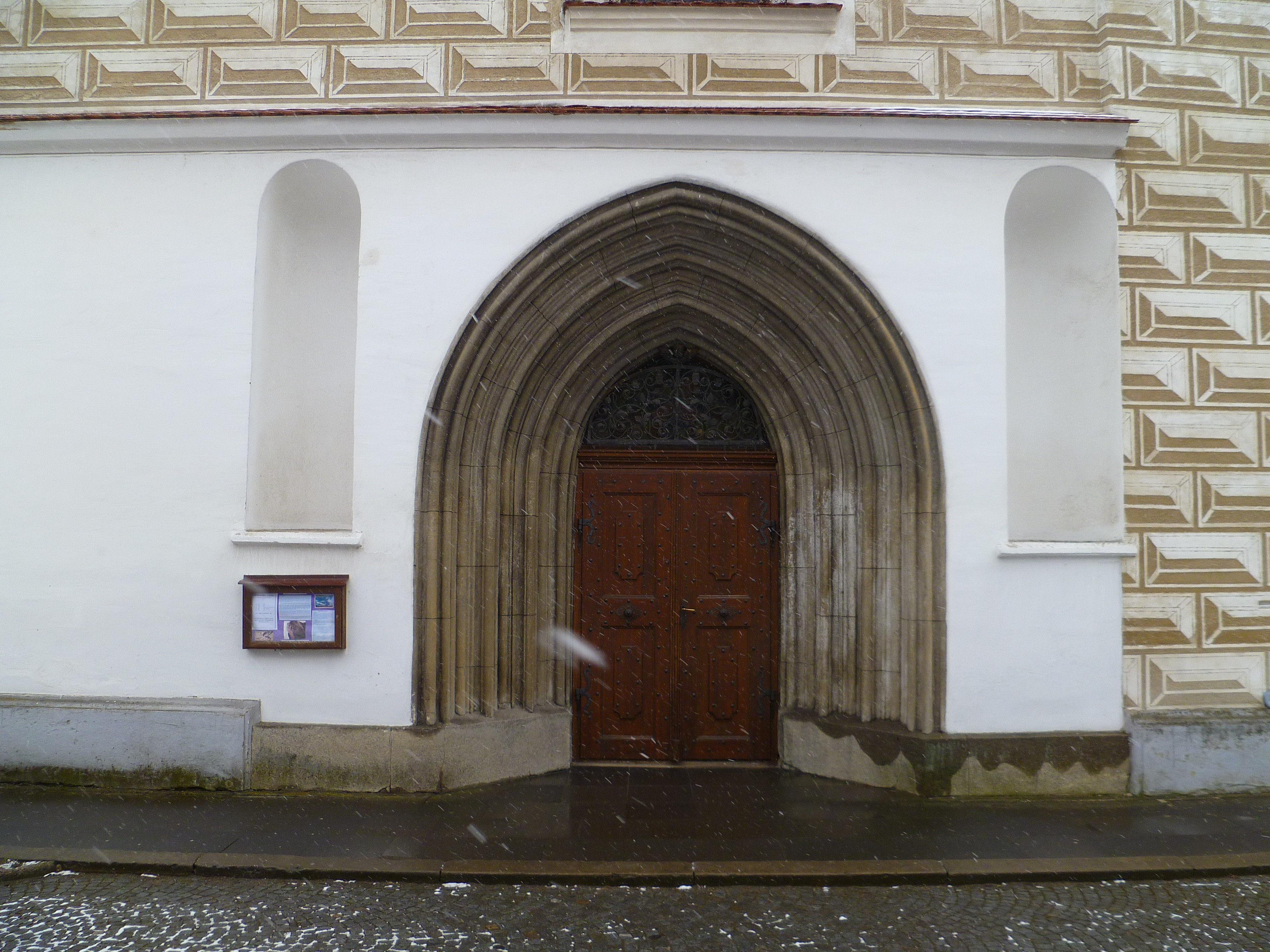
Hlavní vstupní portál
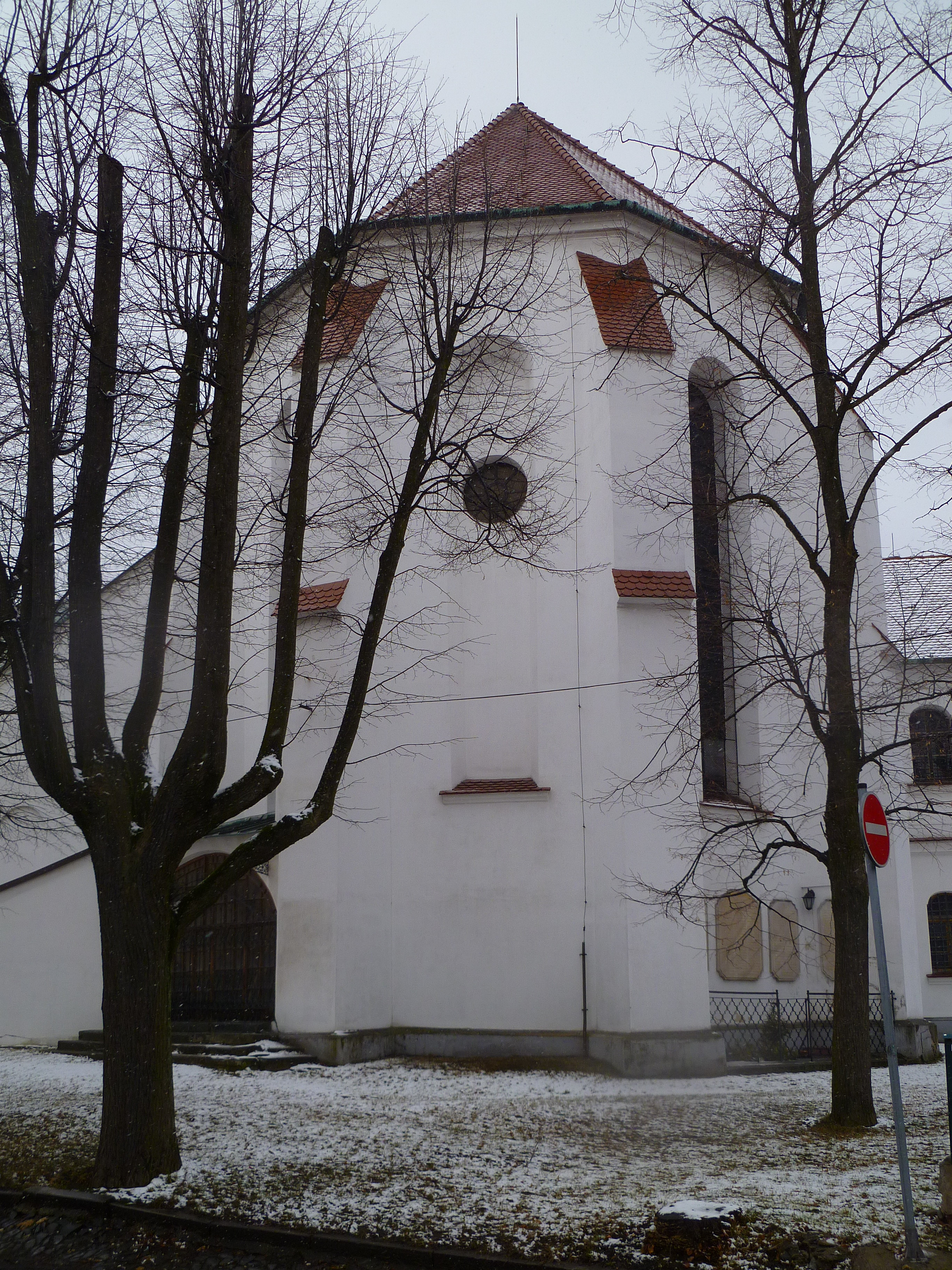
Pohled na východní část kostela s kulatým oknem
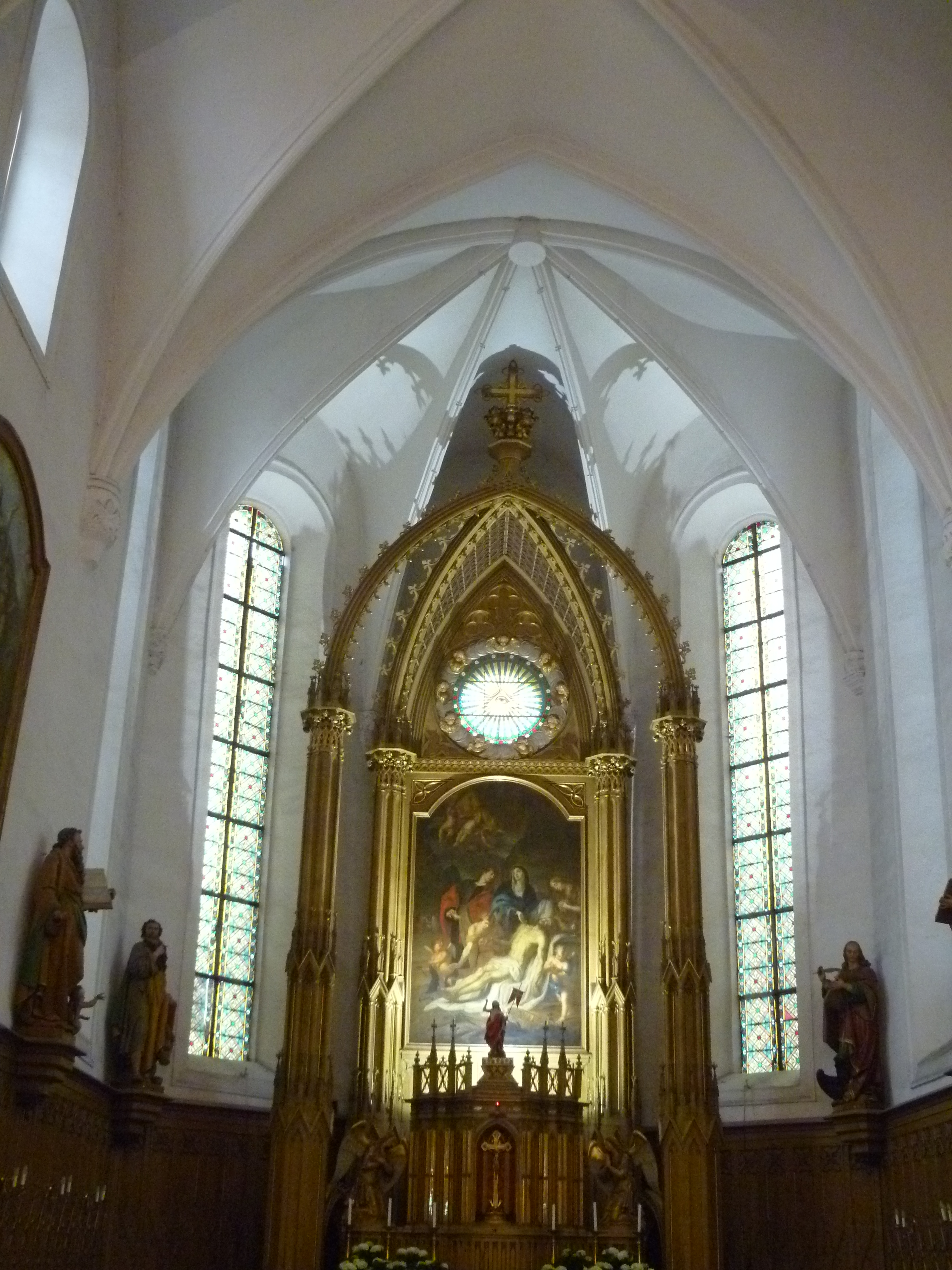
Oltář
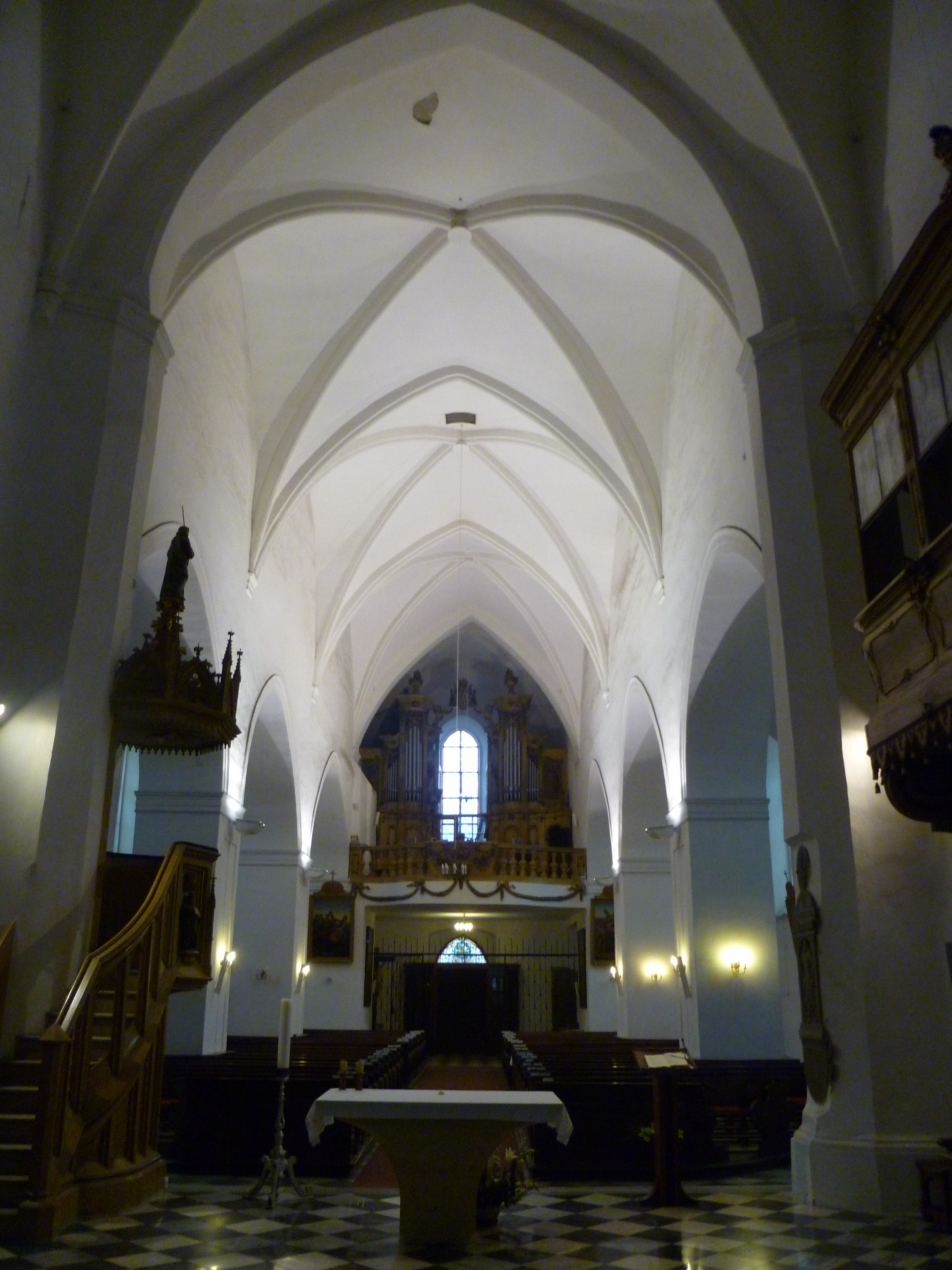
Pohled na hlavní loď z presbytáře
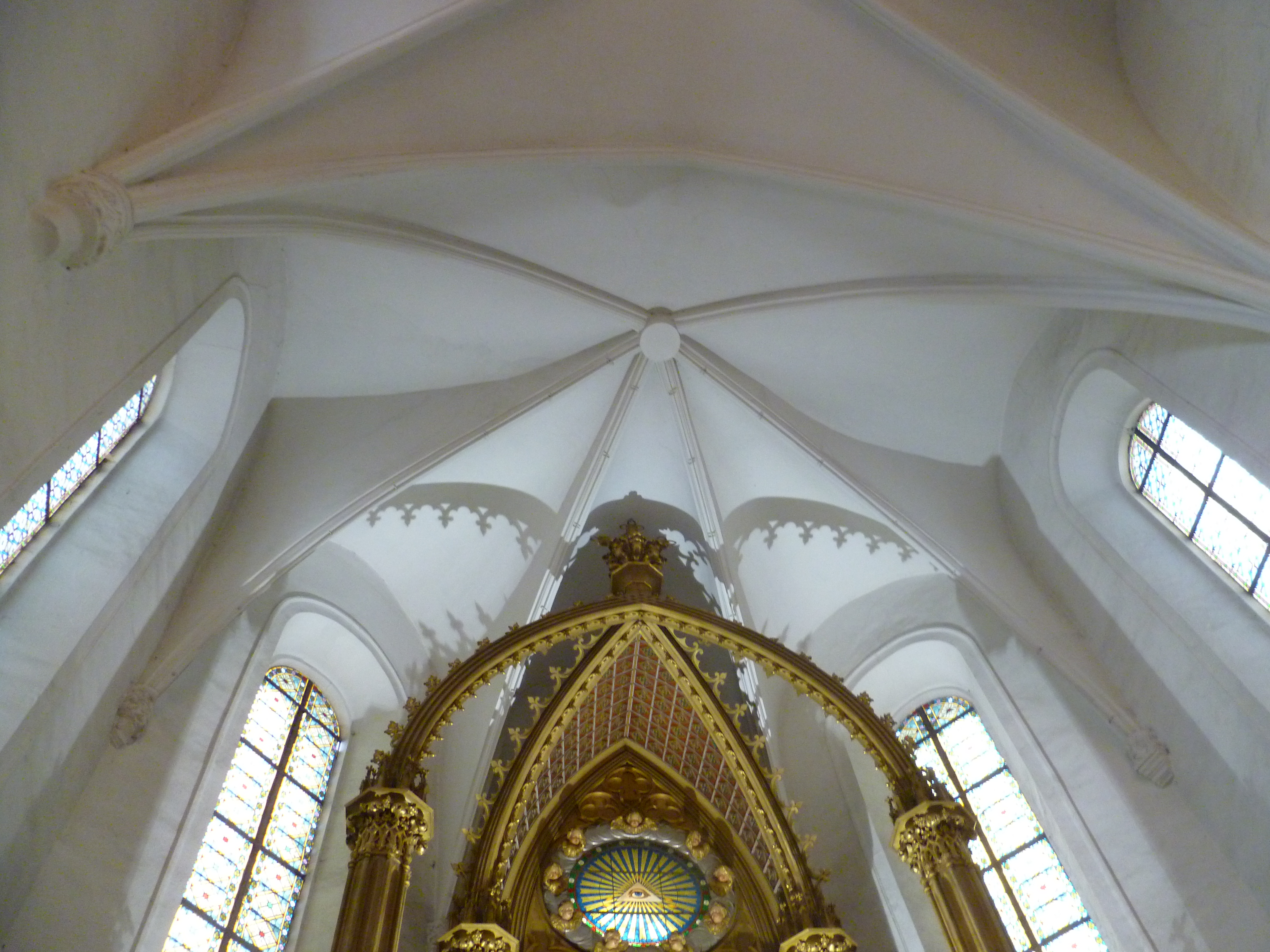
Stín oltáře na klenbě
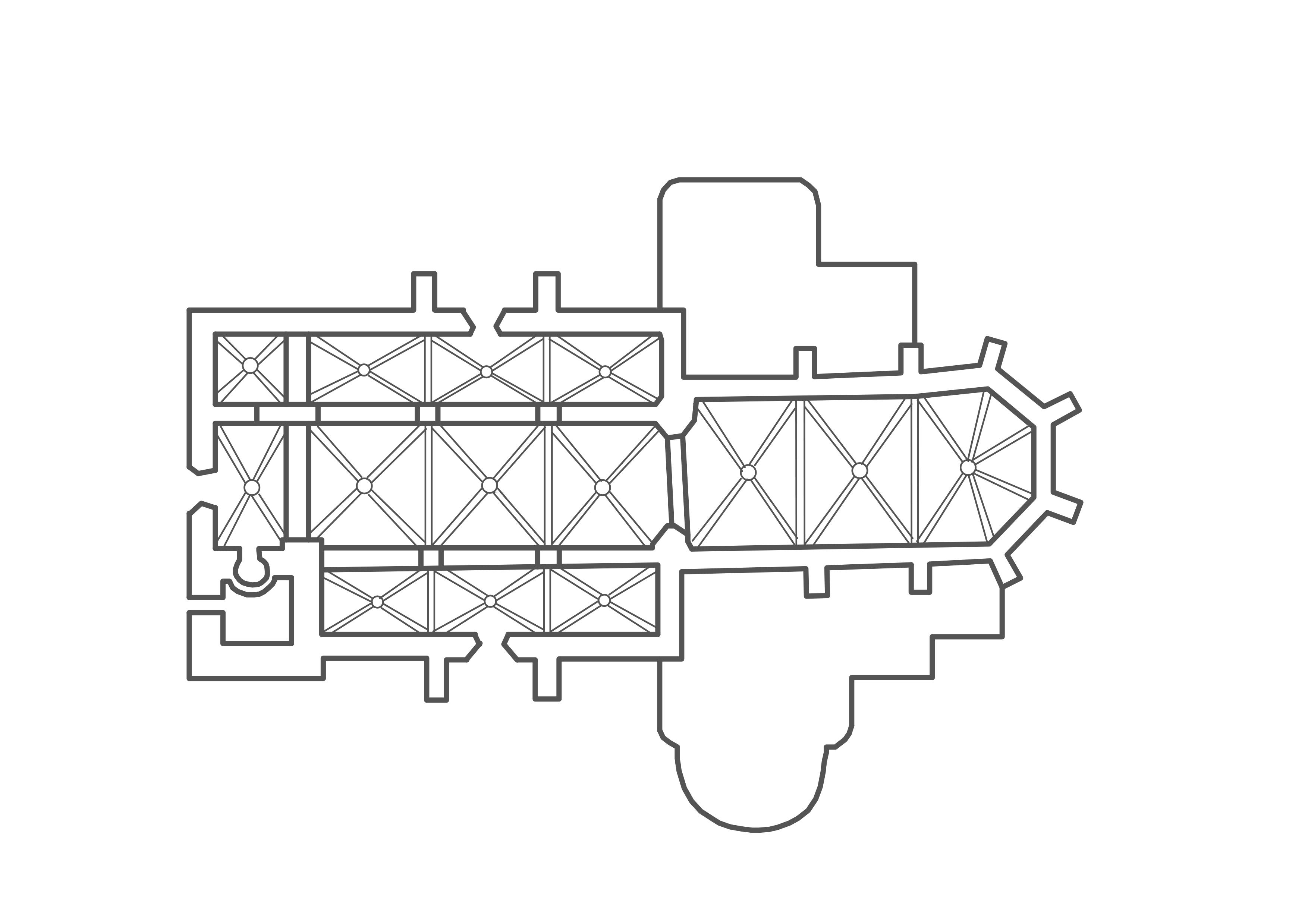
Půdorys kostela
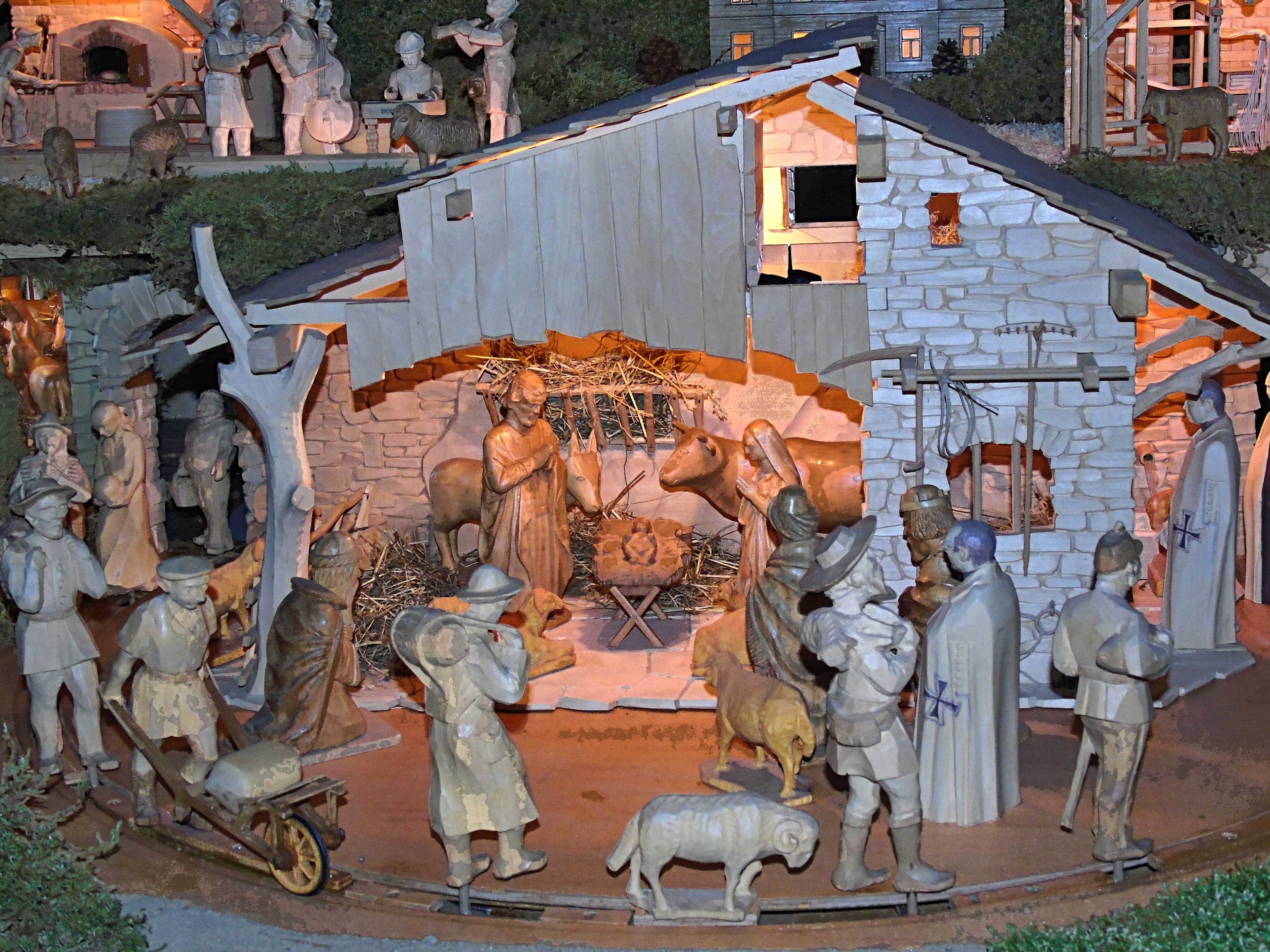
Pohyblivý betlém